# Ильницкий, Юрий Васильевич
Ю́рий Васи́льевич Ильни́цкий (укр. Юрій Васильович Ільницький; 23 декабря 1924, с. Ростока, Чехословакия — 18 июня 2016, Ужгород, Закарпатская область, Украина) — советский украинский государственный и партийный деятель. Первый секретарь Закарпатского обкома КП Украины (1962—1980).

## Биография
Родился в семье бедных верховинских крестьян. В 12 лет остался без отца и вместе со старшими братьями работал в семейном хозяйстве. С 1945 года работал счетоводом Воловского окружного комитета КП Закарпатской Украины.
В 1945 г. вступил в ВКП(б). В 1946 г. — слушатель Закарпатской областной советской партийной школы в Ужгороде, в 1954 г. окончил Высшую партийную школу при ЦК КП Украины.
- 1946—1947 гг. — инспектор Воловского (Межгорского окружного комитета),
- 1947—1949 гг. — второй,
- 1949—1951 гг. — первый секретарь Воловецкого (Межгорского) районного комитета КП(б) Украины,
- 1954 г. — инспектор ЦК КП Украины,
- 1954—1957 гг. — секретарь Закарпатского областного комитета КП Украины,
- 1957—1959 гг. — первый секретарь Ужгородского городского комитета КП Украины.
- 1959—1962 гг. — второй секретарь,
- 1962—1980 гг. — первый секретарь Закарпатского областного комитета КП Украины. Пользовался личным расположением Л. И. Брежнева[2].

Член ЦК КП Украины (1961—1981). Делегат XXII (1961), XXIII (1966), XXIV (1971) и XXV (1976) съездов КП
Избирался депутатом Верховного Совета СССР 6-го (1962—1966; член Совет Союза от Закарпатской области), 7-го (1966—1970; член Совета Национальностей от Украинской ССР), 8-го (1970—1974; член Совета Национальностей от Украинской ССР), 9-го (1974—1979; член Совета Национальностей от Украинской ССР) и 10-го созывов (1979—1984; член Совета Национальностей от Украинской ССР).
Состоял в Закарпатской организации ветеранов Украины. Автор мемуаров «Спомини: із прожитого і пережитого».

## Награды
- орден «За заслуги» III степени (2006)[8] — за весомый личный вклад в социально-экономическое развитие региона, весомые трудовые достижения и по случаю Дня Соборности Украины
- почётный гражданин города Ужгорода (2012)[9]
- благодарность Закарпатской областной рады (2011)[10].